# Introducing
Introducing är en EP av den svenska artisten Zara Larsson, utgiven 2013.

## Låtlista
| Nr | Titel               | Kompositör                                               | Producent(er)                 | Längd |
| -- | ------------------- | -------------------------------------------------------- | ----------------------------- | ----- |
| 1. | Under My Shades     | Marcus Sepermanesh, Tommy Tysper                         |                               | 3:29  |
| 2. | When Worlds Collide | Elof Loelv, Marcus Sepermanesh                           |                               | 3:34  |
| 3. | In Love With Myself | Fredrik Berger, Loelv, Alx Reuterskiöld, Hannah Robinson |                               | 2:46  |
| 4. | Uncover             | Robert Habolin, Gavin Jones, Marcus Sepermanesh          | Robert Habolin, Erik Arvinder | 3:34  |
| 5. | It's A Wrap         | Tom Liljegren, Marcus Sepermanesh, Tommy Tysper          |                               | 3:22  |